# Юнкерське училище СС

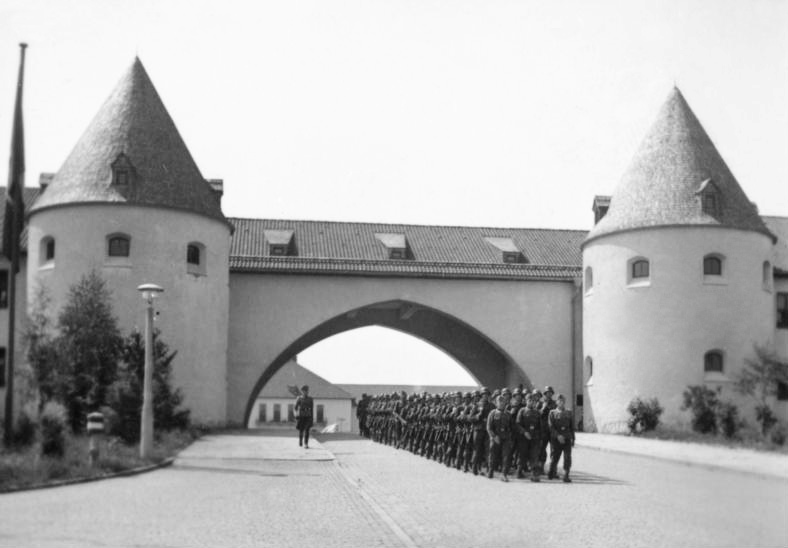
Юнкерське училище СС в Бад-Тельці.

Юнкерські училища СС (нім. SS-Junkerschulen) — військові навчальні заклади Третього Рейху, в яких готували офіцерів військ СС.

## Історія
Завдяки дефіциту командних кадрів в СС було поставлено питання про необхідність створення спеціальних шкіл по їх підготовці. У квітні 1934 року наказом рейхсфюрера СС Генріха Гіммлера відкрита школа командирів (нім. führerschule) СС в Бад-Тельці (майже всі 54 юнкери 1-го випуску загинули в 1942 році на радянсько-німецькому фронті). У 1935 році відкрили аналогічний навчальний заклад в Брауншвейгу. У серпні 1937 року школи перейменовані в юнкерські училища СС. Курс підготовки становив 9-10 місяців, прискорений курс (в кінці Другої світової війни) — 4 місяці. До травня 1945 року у Бад-Тельці і Брауншвейгу відбулося 22 випуски (останній в березні 1945 року призначався для посилення дивізії СС «Нібелунги»). З урахуванням юнкерів, підготовлених в училищах СС в Клагенфурті та Празі, відкритих під час війни, загальна чисельність випускників склала понад 15 000 осіб.

## Розташування
Офіцерів для військ СС готували юнкерські училища в Бад-Тельці, Брауншвейгу, Калгефурті і Празі; унтер-офіцерів — унтер-офіцерські училища в Арнемі (Нідерланди), Лайбаху, Лауенбургу, Позені, Радольфцеллі, Дахау. Крім того, існувало командне училище СС в Арольсені. Фахівців різних родів військ готували спеціалізовані училища: військ зв'язку — в Ауссігу, Меці, Мехінгені; кавалерійське — в Римі; гірськострілецьке — в Нойштіфті, саперне — в Піковіце; з підготовки саперів, артилеристів і фахівців з важкого озброєння — в Бевершау; а також 1-е і 2-е артилерійські, 1-е, 2-е і 3-е автомобільні, протитанкове, танкове — в Бінці, Целле і Унні. Крім того, діяли училище перекладачів в Оранієнбурзі, Медична академія СС в Граці  і ветеринарні тренувальні центри в Берліні та Варшаві. Формування та підготовка окремих частин і дивізій СС відбувалися в спеціальних тренувальних таборах, які розміщувалися в Аєрсі, Беверлоо, Данцигу-Міцкау (пізніше перетворений у в'язницю військ СС), Доллерсгаймі, Клагенфурті (використовувався для підготовки іноземних добровольців і мав в т. ч. юнкерське училище), Коніці, Курмарку, Нойгаммері, Зенгаймі (використовувався для підготовки іноземних добровольців), Бенешау, Дахау, Дебіці, Вільдфлеккені тощо.

## Навчання
Система підготовки в юнкерських училищах СС була наступною. Після тестування кандидат отримував звання «юнкер» і ставився на забезпечення. По завершенні курсу навчання юнкера після успішного складання двох практичних і одного теоретичного іспиту отримували звання штандартенюнкера або штандартеноберюнкера (залежно від успіхів) і направляли на двомісячні унтер-офіцерські курси в Дахау. Після переводу безпосередньо в війська СС виробництво в перше офіцерське звання (унтерштурмфюрер СС) могло відбутися не раніше ніж через 6 місяців після випуску. Теоретичний курс в цілому відповідав загальноармійському, але мав деякі специфічні особливості.